# 중국옷

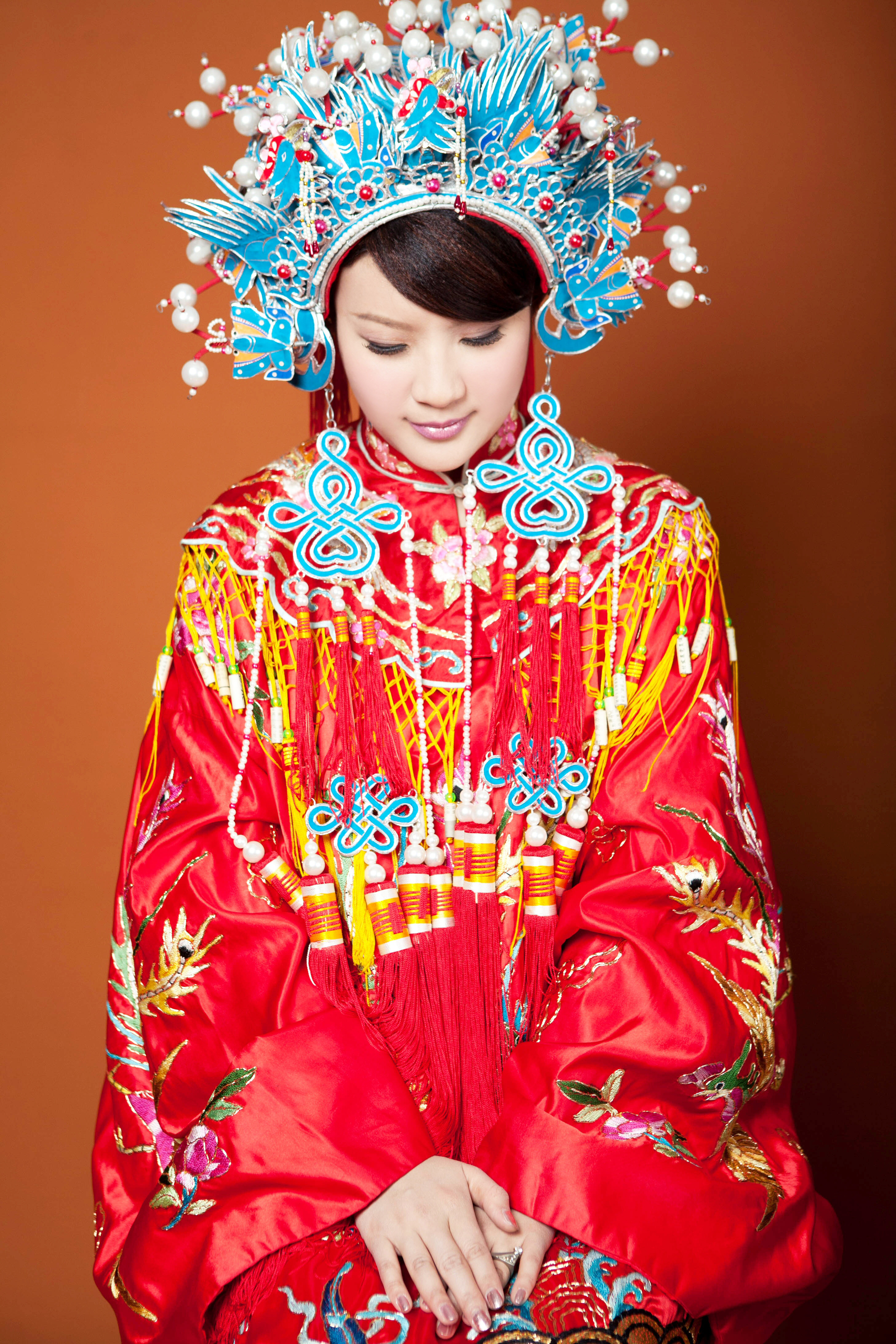

중국옷(Chinese clothing)은 중국 문화의 인공물과 전통 예술에 의해 기록된 바 전통 한푸와 현대의 중국 토착옷을 의미한다. 중국옷은 왕조의 전통을 따라, 그리고 외부로부터의 영향을 받아 모양이 갖추어졌다. 중국옷은 중국 문화 전통의 전통적인 패션 감수성을 보여주며 중국 문명의 주된 문화적 면들 가운데 하나를 형성한다.

## 같이 보기
- 한푸
- 치파오